# Campeonato Neerlandés de Fútbol 1910-11
El Campeonato Neerlandés de Fútbol 1910/11 fue la 23.ª edición del campeonato de fútbol de los Países Bajos. Participaron diecisiete equipos divididos en dos divisiones. El campeón nacional fue determinado por un play-off de ida y vuelta con los ganadores de la división de fútbol del este y oeste. Sparta Rotterdam ganó el campeonato de este año al vencer al GVC Wageningen 1:0 y 5:1.

## Nuevos participantes
Eerste Klasse Oeste:
- VOC
- Bredania / 't Zesde (jugó en la Eerste Klasse Este en la temporada pasada)

## Divisiones

### Eerste Klasse Este
| Pos | Equipo          | PJ | PG | PE | PP | GF | GC | Pts | DG  | Notas                                  |
| --- | --------------- | -- | -- | -- | -- | -- | -- | --- | --- | -------------------------------------- |
| 1   | GVC Wageningen  | 10 | 7  | 1  | 2  | 22 | 7  | 15  | +15 | Clasificado al play-off por el título. |
| 2   | Quick Nijmegen  | 10 | 7  | 1  | 2  | 22 | 8  | 15  | +14 |                                        |
| 3   | Vitesse         | 10 | 5  | 1  | 4  | 10 | 16 | 11  | -6  |                                        |
| 4   | RKVV Wilhelmina | 10 | 3  | 2  | 5  | 12 | 16 | 8   | -4  |                                        |
| 5   | EFC PW 1885     | 10 | 3  | 1  | 6  | 11 | 15 | 7   | -4  |                                        |
| 6   | Koninklijke UD  | 10 | 1  | 2  | 7  | 9  | 24 | 4   | -15 |                                        |

PJ = Partidos jugados; PG = Partidos ganados; PE = Partidos empatados; PP = Partidos perdidos; GF = Goles a favor; GC = Goles en contra; Pts = Puntos; DG = Diferencia de goles

### Eerste Klasse Oeste
| Pos | Equipo            | PJ | PG | PE | PP | GF | GC | Pts | DG  | Notas                                  |
| --- | ----------------- | -- | -- | -- | -- | -- | -- | --- | --- | -------------------------------------- |
| 1   | Sparta Rotterdam  | 20 | 14 | 3  | 3  | 68 | 21 | 31  | +47 | Clasificado al play-off por el título. |
| 2   | VOC               | 20 | 10 | 8  | 2  | 47 | 27 | 28  | +20 |                                        |
| 3   | CVV Velocitas     | 20 | 12 | 3  | 5  | 47 | 27 | 27  | +20 |                                        |
| 4   | HBS Craeyenhout   | 20 | 9  | 5  | 6  | 39 | 34 | 23  | +5  |                                        |
| 5   | Koninklijke HFC   | 20 | 8  | 6  | 6  | 36 | 34 | 22  | +2  |                                        |
| 6   | DFC               | 20 | 9  | 2  | 9  | 32 | 39 | 20  | -7  |                                        |
| 7   | HFC Haarlem       | 20 | 6  | 7  | 7  | 34 | 39 | 19  | -5  |                                        |
| 8   | HVV Den Haag      | 20 | 4  | 9  | 7  | 39 | 39 | 17  | 0   |                                        |
| 9   | HC & CV Quick     | 20 | 5  | 7  | 8  | 32 | 42 | 17  | -10 |                                        |
| 10  | USV Hercules      | 20 | 2  | 4  | 14 | 20 | 53 | 8   | -33 | No participan en la próxima temporada. |
| 11  | Bredania/'t Zesde | 20 | 2  | 4  | 14 | 13 | 52 | 8   | -39 | No participan en la próxima temporada. |

PJ = Partidos jugados; PG = Partidos ganados; PE = Partidos empatados; PP = Partidos perdidos; GF = Goles a favor; GC = Goles en contra; Pts = Puntos; DG = Diferencia de goles

### Play-off por el título
| Equipo 1       | Agr. | Equipo 2         | Ida | Vuelta |
| -------------- | ---- | ---------------- | --- | ------ |
| GVC Wageningen | 1-6  | Sparta Rotterdam | 0-1 | 1-5    |

|                                     |
| Campeón Sparta Rotterdam 2.° título |